# Кэтт, Уильям
Уи́льям Кэтт (англ. William Theodore Katt; род. 16 февраля 1951) — американский актёр, режиссёр, сценарист и продюсер.

## Биография
Родился 16 февраля 1951 года в Лос-Анджелесе, Калифорния, США. С 1970 года он снялся во множестве фильмов и сериалов. Широкую известность получил на Бродвее, исполнив заглавную роль в мюзикле «Пипин», и на телевидении, играя в сериале «Величайший американский герой» который шёл с 1981 по 1983 года. В 1999 году Уильям Кэтт дебютировал как режиссёр сняв драму «Чистые деньги», где и сам сыграл одну из главных ролей.
В 1979—1992 годах был женат на Деборе Кахани. У бывших супругов есть два сына: Клэйтон и Эмерсон. В 1993 году он женился на Даниэль Хирш. У супругов есть дочь Дакота. Кэтт также является отчимом Эндрю, сына жены от первого брака.

## Избранная фильмография
| Год  |   | Русское название           | Оригинальное название              | Роль                 |
| ---- | - | -------------------------- | ---------------------------------- | -------------------- |
| 1976 | ф | Кэрри                      | Carrie                             | Томми Росс           |
| 1977 | ф | Первая любовь              | First Love                         | Элджин               |
| 1978 | ф | Большая среда              | Big Wednesday                      | Джек Барлоу          |
| 1979 | ф | Бутч и Сандэнс: Ранние дни | Butch and Sundance: The Early Days | Сандэнс Кид          |
| 1986 | ф | Дом                        | House                              | Роджер Кобб          |
| 1994 | ф | Будка у дороги             | Tollbooth                          | Вэгги                |
| 1995 | ф | Трудный ребёнок 3          | Problem Child 3                    | Бен Хили             |
| 2007 | ф | Человек с Земли            | The Man from Earth                 | Арт                  |
| 2020 | ф | Второй                     | The 2nd                            | сенатор Боб Джефферс |